# Vincenzo Falanga
Vincenzo Falanga (Napoli, 29 marzo 1927 – Napoli, 18 febbraio 1999) è stato un attore italiano, attivo fino alla prima metà degli anni ottanta.

## Biografia
Volto dal caratteristico aspetto truce, spesso doppiato, interpreta il ruolo del violento in numerosi film di ambientazione napoletana degli anni settanta e anni ottanta. Esordisce nel 1962 nel film di Elio Petri I giorni contati, nel quale interpreta la parte del "mazzolatore", l'uomo che doveva spezzare volontariamente un braccio al personaggio di Salvo Randone per truffare l'azienda tranviaria. Nel 1968 è uno degli scagnozzi di don Mariano ne Il giorno della civetta di Damiano Damiani; ha interpretato inoltre il dinamitardo estremista di destra Ciccio Introna nel film Vogliamo i colonnelli. La sua ultima apparizione sul grande schermo risale al 1989 nel film Scugnizzi di Nanni Loy.

## Filmografia
- I giorni contati, regia di Elio Petri (1962)
- Il commissario, regia di Luigi Comencini (1962)
- Odio mortale, regia di Franco Montemurro (1962)
- Due mafiosi nel Far West, regia di Giorgio Simonelli (1964)
- Operazione San Gennaro, regia di Dino Risi (1966)
- Ballata da un miliardo, regia di Gianni Puccini (1967)
- Il giorno della civetta, regia di Damiano Damiani (1968)
- La notte è fatta per... rubare, regia di Giorgio Capitani (1968)
- Indagine su un cittadino al di sopra di ogni sospetto, regia di Elio Petri (1970)
- Camorra, regia di Pasquale Squitieri (1972)
- Vogliamo i colonnelli, regia di Mario Monicelli (1973)
- L'altra faccia del padrino, regia di Franco Prosperi (1973)
- Lucky Luciano, regia di Francesco Rosi (1973)
- Sgarro alla camorra, regia di Ettore Maria Fizzarotti (1973)
- Piedone a Hong Kong, regia di Steno (1975)
- Napoli violenta, regia di Umberto Lenzi (1976)
- Alien 2 - Sulla Terra, regia di Ciro Ippolito (1980)
- Lo studente, regia di Ninì Grassia (1982)
- Il motorino, regia di Ninì Grassia (1984)
- Così parlò Bellavista, regia di Luciano De Crescenzo (1984)
- Scugnizzi, regia di Nanni Loy (1989)